# Spanische EU-Ratspräsidentschaft 2023
Die spanische Ratspräsidentschaft bezeichnet den Vorsitz Spaniens im Ministerrat der EU für die zweite Jahreshälfte 2023. Spaniens Ratsvorsitz 2023 ist Teil des zwölften Ratsvorsitz-Trios, welches 2023 begann und 2024 auch noch aus Belgien und Ungarn besteht. Es war der fünfte Ratsvorsitz Spaniens nach 1989, 1995, 2002, und 2010.
Das Motto des fünften Ratsvorsitzes Spaniens lautete: Europa, näher.

## Prioritäten der spanischen EU-Ratspräsidentschaft
Die vier Prioritäten der spanischen EU-Ratspräsidentschaft waren:
- Reindustrialisierung der EU und Sicherstellung ihrer strategischen Autonomie,
- Fortschritte in der grünen Transformation und Anpassungen der Umwelt,
- Mehr soziale und wirtschaftliche Gerechtigkeit voranbringen,
- Europas Einheit stärken

## Verlauf

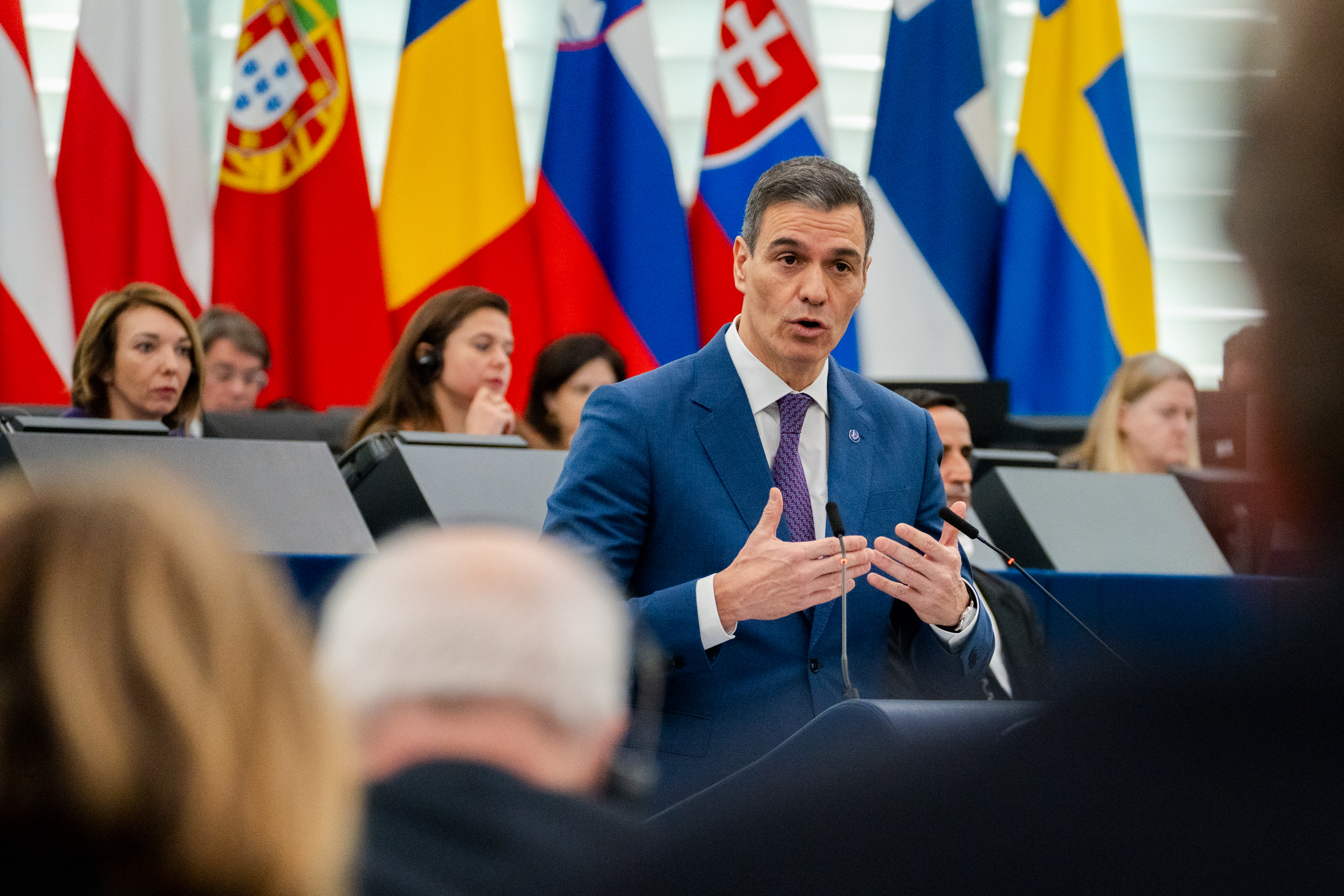
Der spanische Ministerpräsident Pedro Sánchez stellte den Mitgliedern des Europäischen Parlaments die Ergebnisse der spanischen Ratspräsidentschaft vor

Die spanische EU-Ratspräsidentschaft hat Vereinbarungen abgeschlossen, um sicherzustellen, dass der Agrar- und Fischereisektor besser auf die Herausforderungen der Zukunft vorbereitet ist und mit offener strategischer Autonomie weiter vorankommt.
Im Bereich der Wettbewerbsfähigkeit konnte eine Einigung über die Euro-7-Verordnung und Vereinbarungen im Zusammenhang mit der Kreislaufwirtschaft erzielt werden.
Die Einigung über die Reform der Haushaltsregeln der Europäischen Union, die Genehmigung des EU-Haushalts für 2024 und der Kontrollmechanismus im Zusammenhang mit der Global Gateway-Investitionsagenda konnten während der spanischen Präsidentschaft im Rat für Wirtschaft und Finanzen (Ecofin) erzielt werden.
Die spanische EU-Ratspräsidentschaft hat die Anerkennung der Kultur als wesentliches öffentliches Gut und des Videospielsektors sowie eine vorläufige Einigung über einen zukunftsweisenden Rechtsrahmen für die Medien in Europa erreicht.
Die Festlegung einer gemeinsamen EU-Position auf der COP28 in Dubai, die Wiederherstellung der geschädigten Ökosysteme Europas und die Reduzierung von Schadstoffen aus der Industrie konnte die spanische Präsidentschaft im Kampf gegen den Klimawandel erreichen.
In diesen sechs Monaten hat sich die spanische Ratspräsidentschaft darum bemüht, die geostrategische Rolle der EU in der Welt zu stärken, sich für die Aufrechterhaltung eines einheitlichen Vorgehens angesichts internationaler Krisen, einschließlich der Invasion in der Ukraine, eingesetzt und neue Abkommen mit Drittstaaten unterzeichnet.
Die spanische Ratspräsidentschaft schließt die sechsmonatige Amtszeit mit einer historischen Entscheidung für die EU ab: der Eröffnung von Beitrittsverhandlungen mit der Ukraine und Moldawien.
Die Einigung auf eine umfassende Reform des EU-Rechtsrahmens für Migration und Asyl war eine der Errungenschaften dieser spanischen Ratspräsidentschaft.
Die spanische Ratspräsidentschaft hat Fortschritte in den Bereichen Energie, Telekommunikation und Verkehr erzielt, die für die gesamte EU von strategischer Bedeutung sind, wie etwa die Vereinbarungen zur Ausarbeitung eines Gesetzes über künstliche Intelligenz und die Reform des Strommarktes.